# Chūryō Satō
Chūryō Satō (japanisch 佐藤 忠良, Satō Chūryō; geboren 4. Juli 1912 im Landkreis Igu (伊具郡) in der Präfektur Miyagi; gestorben 30. März 2011) war ein japanischer Bildhauer, der für seine Bronzefiguren bekannt ist.

## Leben und Wirken
Satō wurde in der Präfektur Miyagi geboren, wuchs dann von 1917 bis 1932 in Hokkaidō auf und begann zu malen. 1937 stellte er zum ersten Mal im Rahmen der Kokugakai (国画会) aus. Er wechselte aber dann zur Bildhauerei und machte 1939 in diesem Fach seinen an der Kunstfachschule Tokyo (Tōkyō bijutsu gakkō), der Vorläufereinrichtung der Geidai. Im selben Jahr beteiligte er sich an der Einrichtung einer Abteilung für Bildhauer an der „Neuen Gesellschaft für Schöpferisches Wirken“ (新制作派協会, Shin seisaku-ha kyōkai). Dort stellte er in den folgenden Jahren regelmäßig aus. – 1944 wurde Satō eingezogen und in die Mandschurei geschickt. Dort geriet er bei Kriegsende in Gefangenschaft und verbrachte drei Jahre in Sibirien, bis er 1948 entlassen wurde.
Nach seiner Rückkehr 1948 ließ sich Satō in Tokio nieder und stellte wieder regelmäßig aus. Sein Bronzekopf „Mann aus Gumma“ (群馬の人, Gumma no hito) aus dem Jahr 1952 wurde vom Nationalmuseum für moderne Kunst Tokio angekauft. 1978 unternahm Satō eine Europareise, wobei er verschiedene Länder besuchte.
Als 1981 in Paris und London Einzelausstellungen stattfanden, besuchte Satō Frankreich. Er wurde dabei von der Académie des Beaux-Arts als Mitglied aufgenommen. 1986 wurde er Professor e.H. an der privaten Zōkei-Universität Tokio (東京造形大学), 1989 erhielt er den Preis der Zeitung Asahi Shimbun. 1990 wurde das Kunstmuseum der Präfektur Miyagi (宮城県立美術館, Miyagi kenritsu bijutsukan) in Sendai um einen Flügel für Satō erweitert, das Satō-Chūryō-Kinenkan (佐藤忠良記念館). 1992 erhielt Satō den 41. Kahoku-Kulturpreis (河北文化賞).

## Zum Werk
Satō hat sich fast ausschließlich mit der Darstellung von Menschen aller Altersgruppen befasst, entweder als ganze Gestalt oder auf den Kopf beschränkt, nie als Torso. Sein bekanntester Kopf ist der des „Mannes aus Gumma“, aber auch der Kopf aus dem Jahr 1978 mit der Bezeichnung „Gesicht des Mannes, der einen Rekord aufstellte“ (記録をつくった男の顔, Kiroku o tsukutta otoko no kao), es handelt sich unverkennbar um den Baseball-Spieler Sadaharu Oh, ist bemerkenswert. – 1968 schuf Satō posthum eine Büste von Takami Jun.
Bekannt wurde Satō vor allem durch seine Darstellung von Mädchen oder jungen Frauen, wobei sich zwei Linien unterscheiden lassen. Da sind einmal die stehenden oder sitzenden Mädchen mit breitem (Stroh-)Hut, zum anderen die stehenden Mädchen, oft in Jeans, mit kokett seitlich verlagerter Hüfte.
Schließlich gibt es zahlreiche Plastiken von Kindern, als Kopf oder ganzer Figur.